# Condylostylus singularis
Condylostylus singularis är en tvåvingeart som beskrevs av Becker 1922. Condylostylus singularis ingår i släktet Condylostylus och familjen styltflugor.
Artens utbredningsområde är Venezuela. Inga underarter finns listade i Catalogue of Life.